# 青龙场站
青龙场站是一个成昆线上的铁路车站，位于四川省眉山市彭山区青龙街道，建于1960年，目前为四等站，邮政编码为612766。车站目前不办理客运业务，货运办理整车、零担货物发到，不办理散堆装货物发送、到达。
车站在复线化后设有6条股道（含2条正线），货场内设有2条货物线，并设有通往中纺粮油、青龙物流、彭山国家粮食仓库贸易公司、中石油西南油气田物资分公司及雅安销售分公司和四川铁通公铁物流股份的专用线。